# Arșița (okręg Vaslui)
Arșița – wieś w Rumunii, w okręgu Vaslui, w gminie Bogdana. W 2011 roku liczyła 30 mieszkańców.